# Натикаючись на Бродвей
Натикаючись на Бродвей (англ. Bumping Into Broadway) — американська короткометражна кінокомедія режисера Хела Роача 1919 року.

## Сюжет
Молодий драматург витрачає свій останній цент, щоб оплатити проживання в пансіоні починаючої актриси Бейб — вона заборгувала за оплату своєї кімнати і господиня погрожує викинути її на вулицю. Він прямує до театру, щоб дізнатися про долю своєї п'єси.
В машині він починає діставати занудного пасажира, який виявляється менеджером театру і коли Гарольд потрапляє в його офіс, той викидає його звідти. В цей час Бейб, що бере участь у пробах на роль нової п'єси, несправедливо була звільнена музичним директором і Гарольд починає захищати її. Їх обидвох виганяють з театру.

## У ролях
- Гарольд Ллойд — хлопець
- Бібі Данієлс — дівчина
- Снуб Поллард — менеджером театру
- Хелен Гілмор
- Ной Янг
- Фред С. Ньюмейер
- Чарльз Стівенсон
- Семмі Брукс
- Гас Леонард
- Рой Брукс